# Musée Théophile-Jouglet
Le musée Théophile-Jouglet est un musée consacré aux charbonnages situé à Anzin.
Il présente la découverte du charbon par 200 documents d'archives, divers objets et des tableaux du XVIIIe au XXe siècle.

## Historique
Le musée des charbonnages d'Anzin porte le nom de Théophile Jouglet, maire d'Anzin, et a été créé en 1928 dans la maison de celui-ci qu'il avait léguée à la ville . Transformé en commissariat pendant la seconde guerre mondiale, le bâtiment fut bombardé.
Il fut rénové et rouvert en 1961 comme musée de la mine. Il est alors le premier dans le bassin minier du Nord-Pas-de-Calais à entamer une démarche patrimoniale autour du la mémoire de l'industrie du charbon .
À partir de 1990, il évolua vers un lieu de mémoire industrielle et culturelle pour tout le Valenciennois .
En 2011, le musée dut fermer pour des raisons de sécurité. Une partie des œuvres sont mises en dépôt au musée de Denain  ; une présentation des œuvres de guerre de Lucien Jonas eut lieu en 2013 à la médiathèque d'Anzin en partenariat avec la Communauté d'Agglomération de La Porte du Hainaut, partenariat qui s'est poursuivi entre cette dernière et le musée de Saint-Amand-les-Eaux qui gère et conserve les collections du musée d'Anzin.

## Collections
Le musée des charbonnages Théophile-Jouglet retrace l’histoire de la mine dans la région de 1720 à 1983 : il présente des documents d'archives issus des Houillères du Nord-Pas-de-Calais et une collection de fossiles carbonifères.
Il possède également une collection de peintures d’artistes tels Lucien Jonas ancien prix de Rome, Théophile Alexandre Steinlen ou Florent Méreau représentant les conditions de travail, les mentalités et la vie quotidienne de la population.
Cette exposition permanente est complétée d'expositions temporaires.

### Tableaux
- Le comité Socialiste (1905) par Lucien Jonas